# Нгуєн Ван Монг
Нгуєн Ван Монг (в'єт. Nguyễn Văn Mộng, нар. 10 жовтня 1946) — південнов'єтнамський футболіст, що грав на позиції півзахисника і захисника. Відомий за виступами в клубі «Тхионг Кхау» та збірній Південного В'єтнаму, у складі якої брав участь у футбольному турнірі Азійських ігор 1970 року.

## Футбольна кар'єра
На клубному рівні Нгуєн Ван Монг грав за південнов'єтнамський клуб «Тхионг Кхау». У збірній Південного В'єтнаму футболіст грав з 1967 до 1974 року. У складі збірної грав у відбіркових турнірах до Кубка Азії, Олімпійських ігор, у фінальній частині Кубка Мердека та Ігор Південно-Східної Азії. У 1970 році він також грав на футбольному турнірі Азійських ігор. Після 1974 року даних за подальше життя Нгуєн Ван Монга відсутні.